# Дрізд сизий
Дрізд сизий (Turdus hortulorum) — вид горобцеподібних птахів родини дроздових (Turdidae). Мешкає в Східній Азії.

## Опис

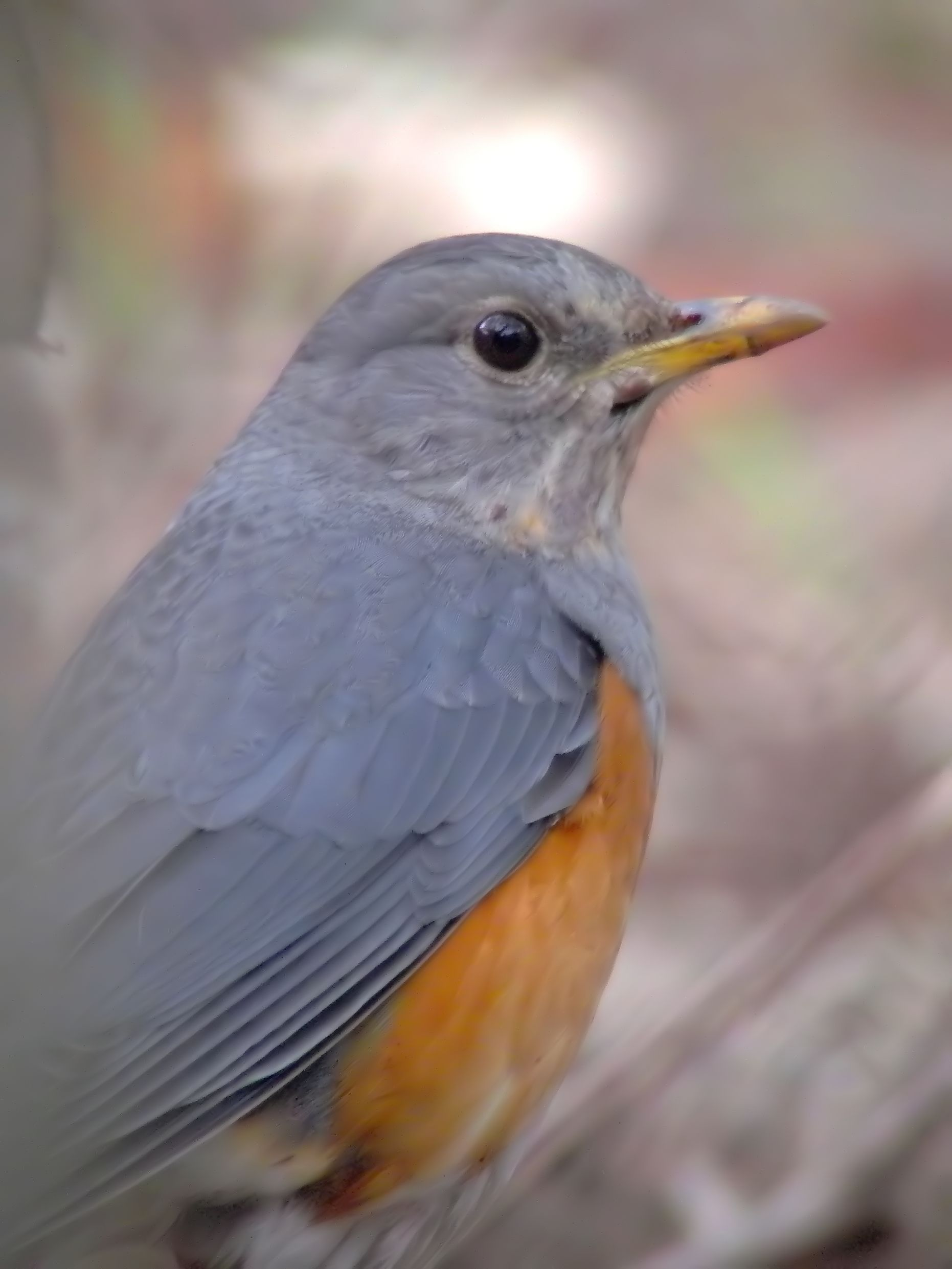
Самець сизого дрозда

Довжина птаха становить 20-23 см. У самців голова. груди і верхня частина тіла світло-сизі, боки іржасто-руді, нижня частина тіла білувата. У самиць верхня частина тіла коричнева, груди поцятковані темними смужками, боки іржасто-руді, нижня частина тіла білувата. 

## Поширення і екологія
Сизі дрозди гніздяться на Далекому Сході Росії, в Манчжурії і Північній Кореї. У вересні вони мігрують на південний схід Китаю (від південно-східного Юньнаня до Аньхоя і Чжецзяна) та до північно-східного В'єтнаму. На міграції вони регулярно зустрічаються в Південній Кореї, бродячі птахи спостерігалися в Японії і на Тайвані. Білочереві дрозди живуть в хвойних, мішаних і широколистяних лісах та рідколіссях. Вони живляться комахами, равликами і плодами. яких шукають на землі. Сезон розмноження триває з травня до початку серпня. За сезон може вилупитися два виводки.